# Régiment de Bourgogne
Pour l’article homonyme, voir régiment de Bourgogne cavalerie.
Le régiment de Bourgogne est un régiment d’infanterie du royaume de France créé en 1668 devenu sous la Révolution le 59e régiment d'infanterie de ligne.

## Création et différentes dénominations
- 1er mars 1668 : création du régiment de Bourgogne, au nom de cette province
- 1er janvier 1791 : renommé 59e régiment d'infanterie de ligne

## Colonels et mestres de camp
- 1er mars 1668 : N. de Tournon, comte de Roussillon,
- 8 juillet 1669 : Noël Bouton, marquis de Chamilly, brigadier le 29 novembre 1673, maréchal de camp le 19 novembre 1674, lieutenant général le 28 juin 1678, maréchal de France le 14 janvier 1703, † 8 janvier 1715
- 14 février 1680 : François Joseph Bouton, comte de Chamilly
- 28 avril 1698 : Thomas Dreux de Brezé, marquis de Dreux, brigadier le 29 janvier 1702, maréchal de camp le 26 octobre 1704, lieutenant général le 2 juillet 1710, † 27 mars 1749
- 20 octobre 1704 : N. de Rigollet
- 17 novembre 1704 : Joachim Adolphe de Seiglières de Boisfranc, marquis de Soyecourt, brigadier le 1er février 1719, † 25 mars 1738
- 9 avril 1724 : Antoine de Pas, marquis de Feuquières
- 17 septembre 1728 : Jacques Antoine de Ricouard, marquis d’Hérouville
- 10 mars 1734 : Antoine de Ricouard, comte d’Hérouville de Claye, brigadier le 20 février 1743, déclaré maréchal de camp le 1er juin 1744 par brevet du 1er mai, déclaré lieutenant général en novembre 1748 par brevet expédié le 10 mai
- 26 mai 1745 : Antoine Louis de Ricouard, marquis d’Hérouville
- 30 novembre 1761 : Anne Joachim de Montaigut, comte de Bouzols
- 5 juin 1763 : Édouard Jean, marquis de Luker
- 11 avril 1770 : Charles Henri, comte de Surgères de Puyguyon
- 8 avril 1779 : Louis Claude Marianne de Vissec, comte de Ganges
- 10 mars 1788 : Charles François de Reinier, comte de Bashi
- 13 avril 1788 : Jacques Gabriel, comte de Chapt de Rastignac
- 16 octobre 1792 : Jean Louis d’Arcelin

## Historique des garnisons, combats et batailles
- 6 mars 1672 : renforcé par incorporation du régiment de Saint-Léger

Un bataillon du régiment de Bourgogne, comme cinq autres bataillons d'infanterie régulière française, partit pour le Canada, en 1755. Il fut posté à Louisbourg. 
Le 3 mai 1755, les seconds bataillons des régiments de Bourgogne et d’Artois embarquèrent à La Rochelle pour le Canada, avec comme gouverneur militaire Jean-Armand Dieskau.
Après la capitulation de Québec le 17 septembre 1759, le régiment retourna en France, où il demeura jusqu'à la fin de l'ancien régime.
Lors de la réorganisation des corps d'infanterie français de 1762, le régiment conserve ses deux bataillons et est affecté au service de la Marine et des Colonies et à la garde des ports dans le royaume.
L'ordonnance arrête également l'habillement et l'équipement du régiment comme suit
Habit, revers, veste et culotte blancs, et parements verts, pattes ordinaires garnies de  trois boutons, autant sur la manche, quatre au revers et quatre au-dessous : boutons jaunes et plats, avec le no 43. Chapeau bordé d'or.
Le 59e régiment d’infanterie de ligne a fait les campagnes de 1792 à 1794 aux armées des Pyrénées orientales, des Alpes et d’Italie. Le 15 septembre 1793, le régiment assiste à l’investissement de Toulon.

## Drapeaux
3 drapeaux dont un blanc colonel « ſemé (semé) de fleurs de lys d’or, & croix de Bourgogne blanche », et 2 drapeaux d’ordonnance « blancs ſemez (semés) de fleurs de lys d’or, & croix de Bourgogne rouge en travers ».

Drapeaux du régiment de Bourgogne
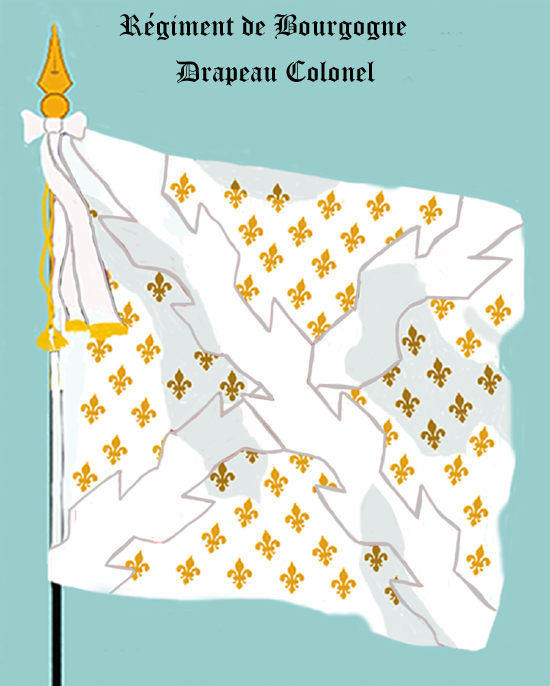
drapeau colonel de 1668 à 1791
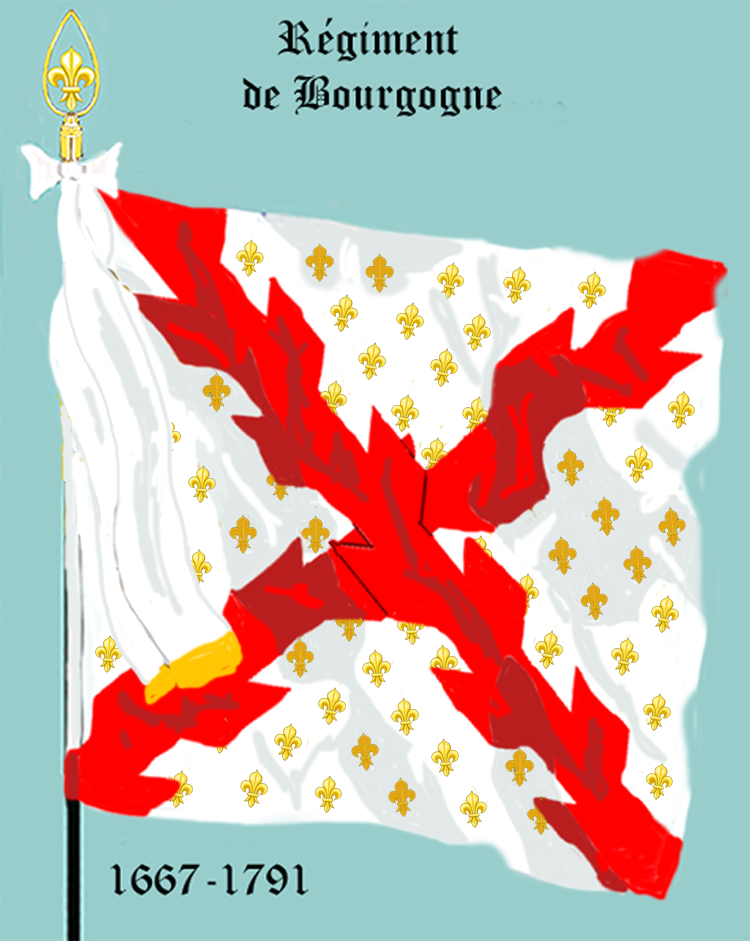
drapeau d’ordonnance de 1668 à 1791

## Habillement

Uniformes
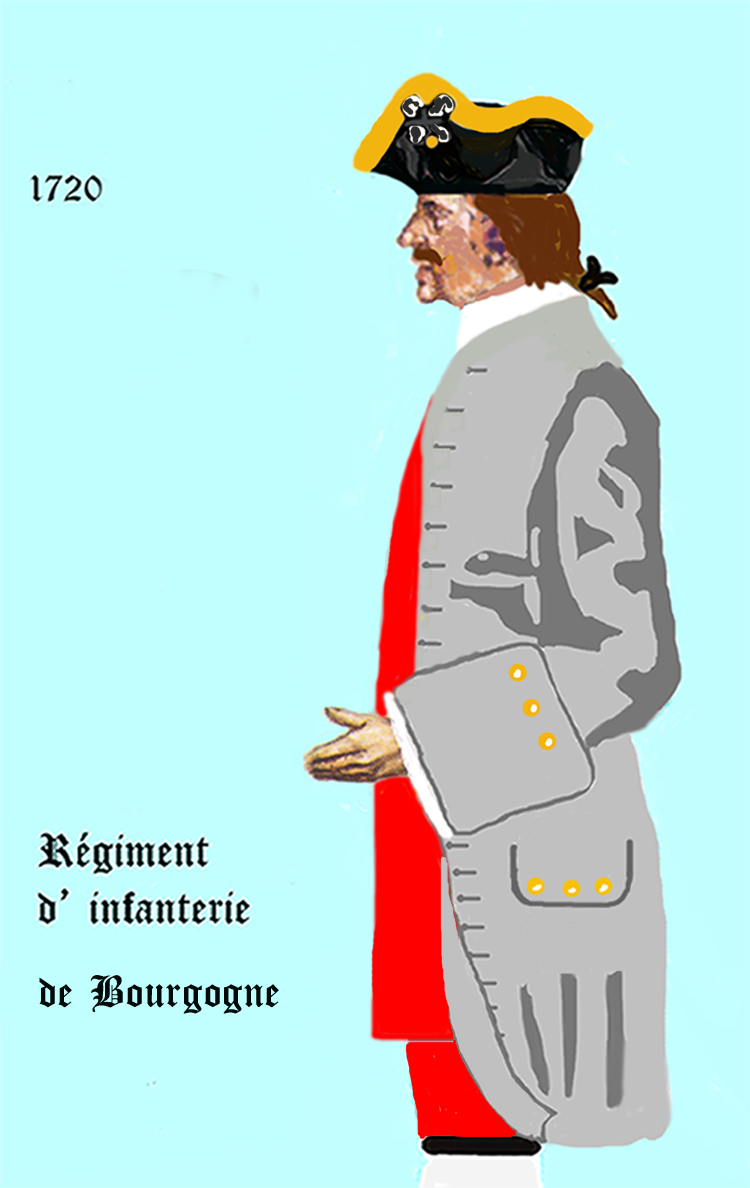
régiment de Bourgogne de 1720 à 1734
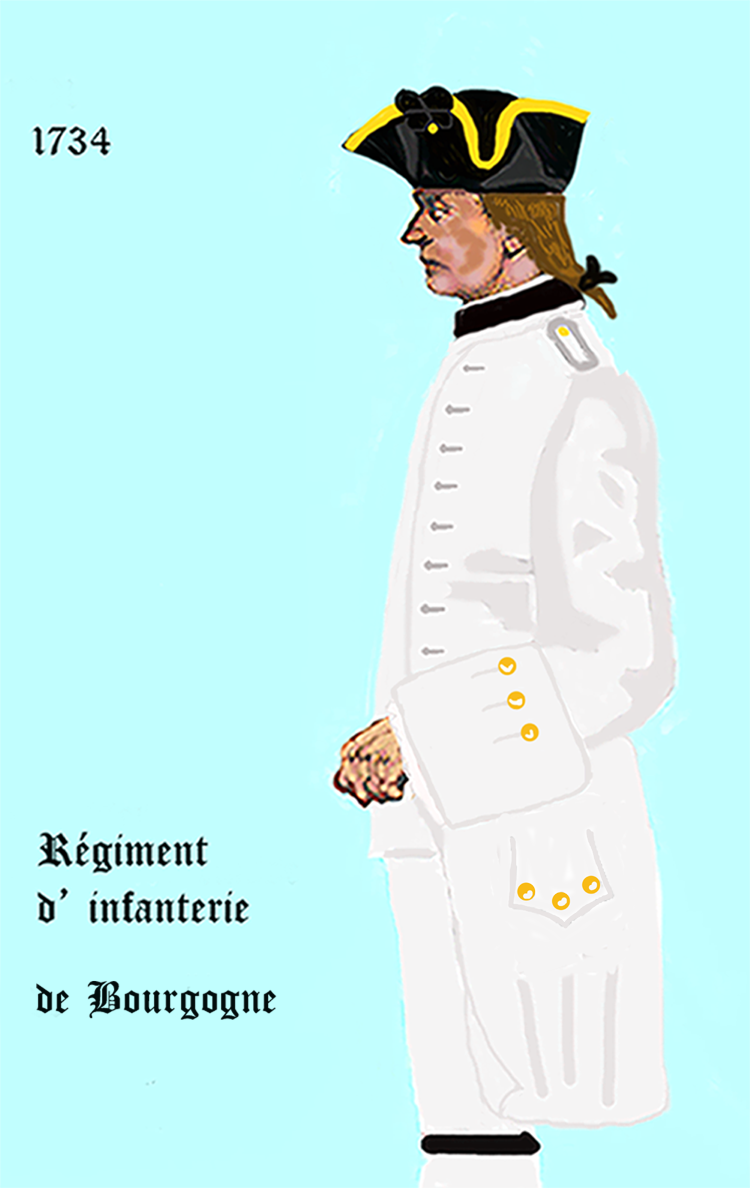
régiment de Bourgogne de 1734 à 1757
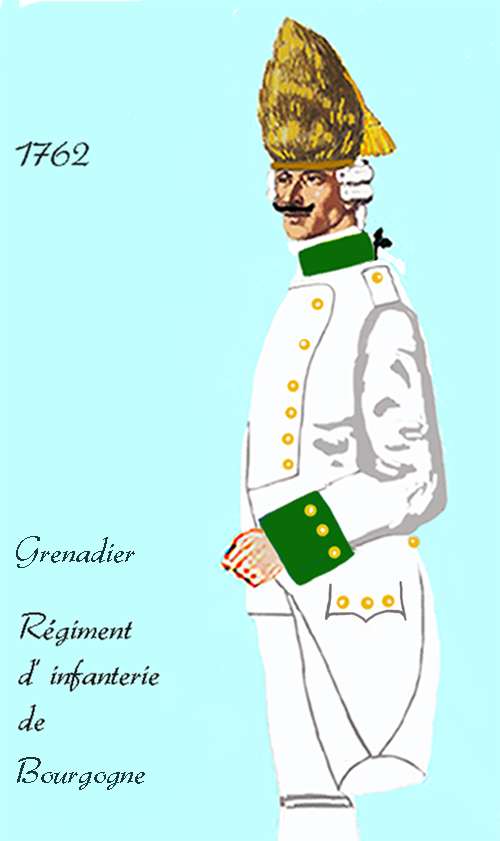
grenadier du régiment de Bourgogne de 1762 à 1776
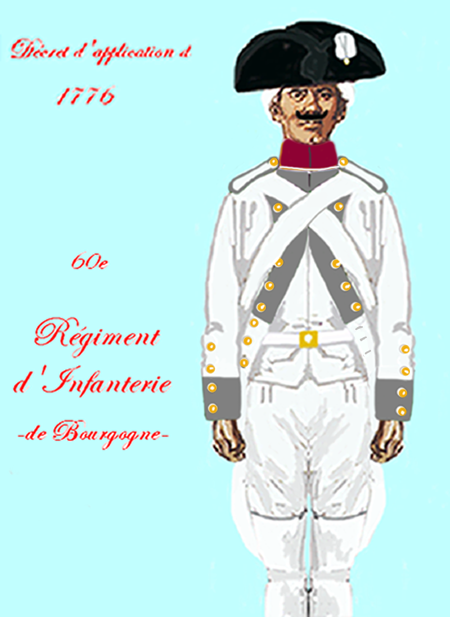
régiment de Bourgogne de 1776 à 1779

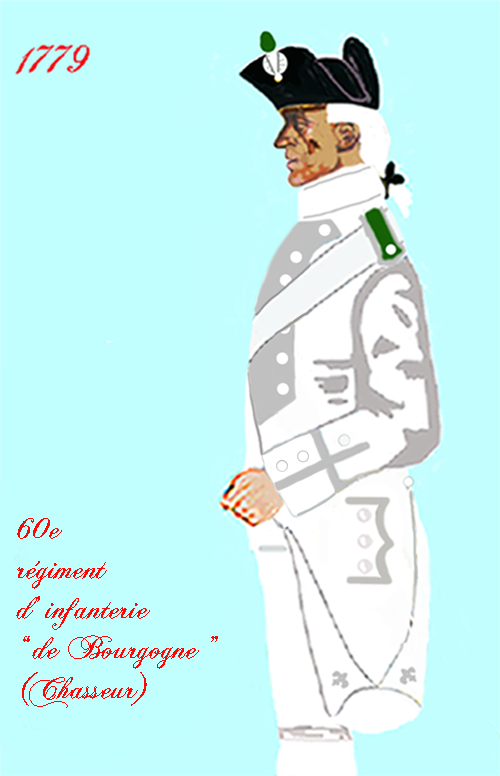
régiment de Bourgogne de 1779 à 1791
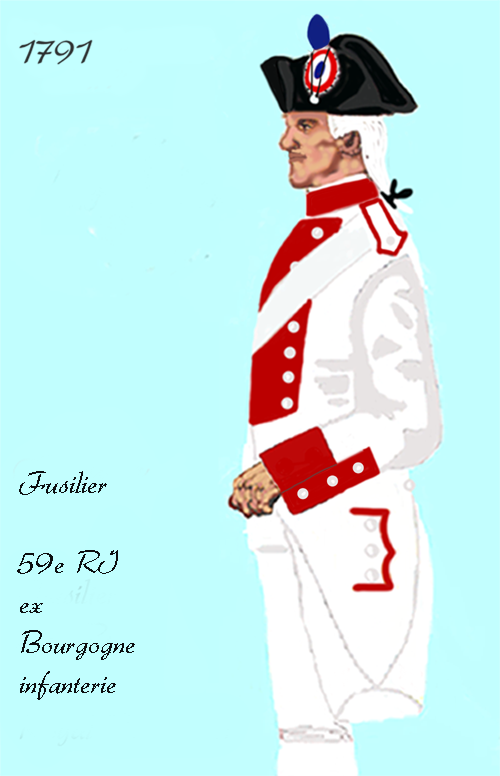
59e régiment d’infanterie de ligne de 1791 à 1792
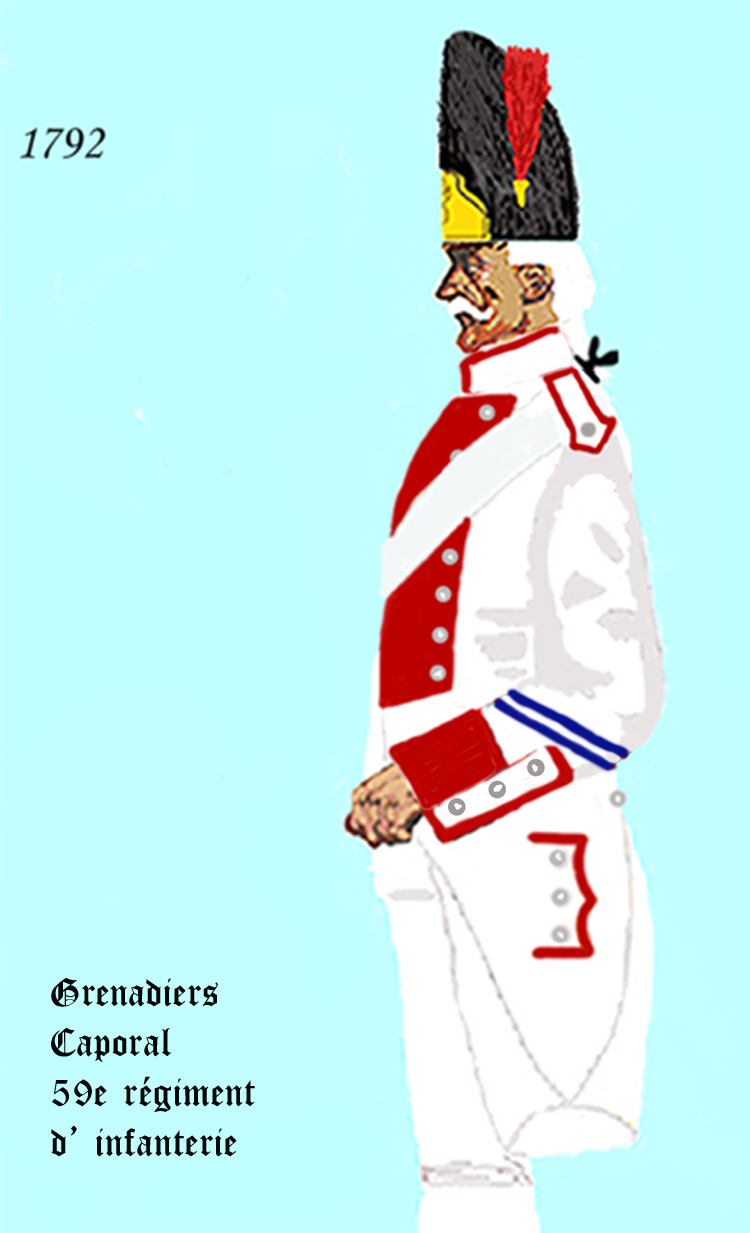
grenadier du 59e régiment d’infanterie de ligne de 1792 à 1794